# Billungstraße 1 (Quedlinburg)

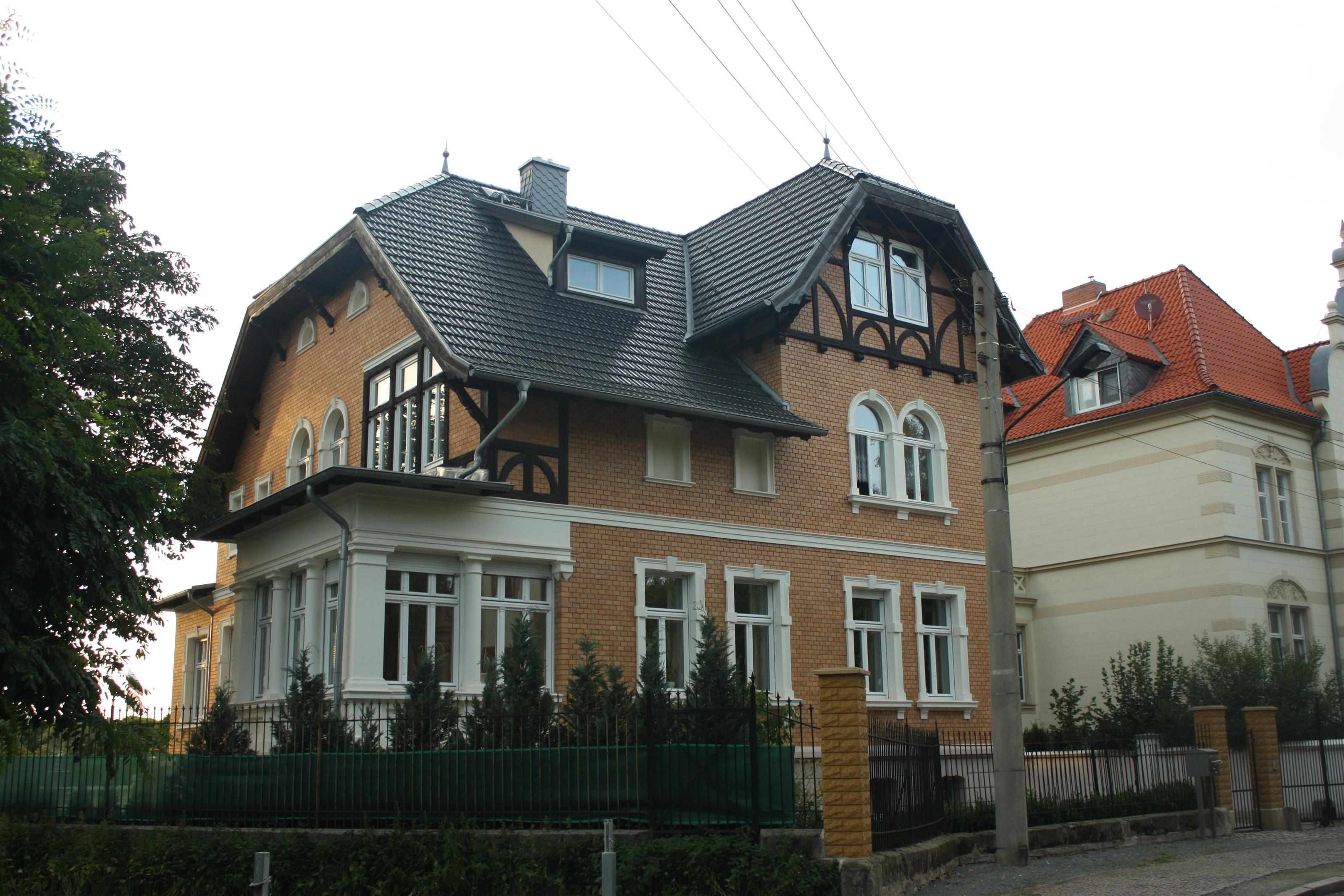
Villa Billungstraße 1

Das Haus Billungstraße 1 ist eine denkmalgeschützte Villa in der Stadt Quedlinburg in Sachsen-Anhalt.

## Lage
Sie liegt südlich des Quedlinburger Schloßberges und ist Quedlinburger Denkmalverzeichnis eingetragen.

## Architektur und Geschichte
Die Villa wurde 1897 vom Architekten R. Herrmann für den Kaufmann Max Bode gebaut. Die Fassade ist mit gelben Klinkern verkleidet. Darüber hinaus bestehen zurückhaltende Putzdekorationen, die Einflüsse der Neorenaissance zeigen. Die Grundstückseinfriedung erfolgte mittels Pfeilern und gusseisernem Zaun. Im Garten des Anwesens befinden sich Reste der ursprünglichen Bepflanzung.